# Parambassis dayi
Parambassis dayi är en fiskart som först beskrevs av Bleeker, 1874.  Parambassis dayi ingår i släktet Parambassis och familjen Ambassidae. IUCN kategoriserar arten globalt som livskraftig. Inga underarter finns listade i Catalogue of Life.